# Svetlana Babanina
Svetlana Babanina (n. 4 februarie 1943, Tambov, RSFS Rusă, URSS) este o înotătoare ce a reprezentat Uniunea Republicilor Sovietice Socialiste, medaliată olimpică. A participat la două ediții ale Jocurilor Olimpice (1964, 1968) în care a câștigat două medalii de bronz.